# Tour de France 1996
Il Tour de France 1996, ottantatreesima edizione della corsa, si svolse in ventuno tappe precedute da un prologo iniziale, dal 29 giugno al 21 luglio 1996, per un percorso totale di 3 764,9 km. 
Fu vinto per la prima e unica volta dal passista-scalatore danese Bjarne Riis (al secondo ed ultimo podio al Tour dopo il terzo posto raccolto nella precedente edizione), che terminò le sue fatiche in 95h57'16". La vittoria del corridore danese, prima affermazione di un ciclista danese sulle strade del Tour, sarebbe poi stata oggetto di polemiche vari anni dopo la conclusione della corsa. Un giovane compagno di squadra di Rijs, il passista-cronoman tedesco Jan Ullrich (al primo podio della carriera conseguito al Tour), ottenne il secondo posto della classifica generale. Lo scalatore francese Richard Virenque giunse al terzo posto della classifica generale, e anche in questo caso si trattò del primo podio ai Campi Elisi.
Le maglie verde della classifica a punti e a pois della montagna andarono rispettivamente a Erik Zabel e Richard Virenque (terzo classificato nella generale e anche supercombattivo della corsa), mentre la maglia bianca di miglior Under-25 andò invece a Jan Ullrich, giunto secondo nella generale. La graduatoria a squadre fu infine appannaggio della Festina-Lotus, capitanata da Virenque e del quarto classificato Laurent Dufaux.

## Tappe
| Tappa  | Data      | Percorso                                              | km    | Vincitore di tappa     | Leader cl. generale |
| ------ | --------- | ----------------------------------------------------- | ----- | ---------------------- | ------------------- |
| Prol.  | 29 giugno | 's-Hertogenbosch (NLD) (cron. individuale)            | 9,4   | Alex Zülle             | Alex Zülle          |
| 1ª     | 30 giugno | 's-Hertogenbosch (NLD) > 's-Hertogenbosch (NLD)       | 209   | Frédéric Moncassin     | Alex Zülle          |
| 2ª     | 1º luglio | 's-Hertogenbosch (NLD) > Wasquehal                    | 247,5 | Mario Cipollini        | Alex Zülle          |
| 3ª     | 2 luglio  | Wasquehal > Nogent-sur-Oise                           | 195   | Erik Zabel             | Frédéric Moncassin  |
| 4ª     | 3 luglio  | Soissons > Lac de Madine                              | 232   | Cyril Saugrain         | Stéphane Heulot     |
| 5ª     | 4 luglio  | Lac de Madine > Besançon                              | 232   | Jeroen Blijlevens      | Stéphane Heulot     |
| 6ª     | 5 luglio  | Arc-et-Senans > Aix-les-Bains                         | 207   | Michael Boogerd        | Stéphane Heulot     |
| 7ª     | 6 luglio  | Chambéry > Les Arcs                                   | 200   | Luc Leblanc            | Evgenij Berzin      |
| 8ª     | 7 luglio  | Bourg-Saint-Maurice > Val-d'Isère (cron. individuale) | 30,5  | Evgenij Berzin         | Evgenij Berzin      |
| 9ª     | 8 luglio  | Le Monêtier-les-Bains > Sestriere (ITA)               | 46    | Bjarne Riis            | Bjarne Riis         |
| 10ª    | 9 luglio  | Torino (ITA) > Gap                                    | 208,5 | Erik Zabel             | Bjarne Riis         |
|        | 10 luglio | giorno di riposo                                      |       |                        |                     |
| 11ª    | 11 luglio | Gap > Valence                                         | 202   | José Jaime González    | Bjarne Riis         |
| 12ª    | 12 luglio | Valence > Le Puy-en-Velay                             | 143,5 | Pascal Richard         | Bjarne Riis         |
| 13ª    | 13 luglio | Le Puy-en-Velay > Super Besse                         | 177   | Rolf Sørensen          | Bjarne Riis         |
| 14ª    | 14 luglio | Besse-en-Chandesse > Tulle                            | 186,5 | Džamolidin Abdužaparov | Bjarne Riis         |
| 15ª    | 15 luglio | Brive > Villeneuve-sur-Lot                            | 176   | Massimo Podenzana      | Bjarne Riis         |
| 16ª    | 16 luglio | Agen > Lourdes-Hautacam                               | 199   | Bjarne Riis            | Bjarne Riis         |
| 17ª    | 17 luglio | Argelès-Gazost > Pamplona (ESP)                       | 262   | Laurent Dufaux         | Bjarne Riis         |
| 18ª    | 18 luglio | Pamplona (ESP) > Hendaye                              | 154,5 | Bart Voskamp           | Bjarne Riis         |
| 19ª    | 19 luglio | Hendaye > Bordeaux                                    | 226,5 | Frédéric Moncassin     | Bjarne Riis         |
| 20ª    | 20 luglio | Bordeaux > Saint-Émilion (cron. individuale)          | 63,5  | Jan Ullrich            | Bjarne Riis         |
| 21ª    | 21 luglio | Palaiseau > Parigi                                    | 147,5 | Fabio Baldato          | Bjarne Riis         |
| Totale | Totale    | Totale                                                | 3 765 |                        |                     |

## Squadre e corridori partecipanti
| N.      | Cod. | Squadra                      |
| ------- | ---- | ---------------------------- |
| 1-9     | BAN  | Banesto                      |
| 11-19   | ONC  | ONCE                         |
| 21-29   | TEL  | Team Deutsche Telekom        |
| 31-39   | MAP  | Mapei-GB                     |
| 41-49   | MAG  | MG Boys Maglificio-Technogym |
| 51-59   | GEW  | Gewiss-Playbus               |
| 61-69   | MOT  | Motorola                     |
| 71-79   | FES  | Festina-Lotus                |
| 81-89   | RAB  | Rabobank                     |
| 91-99   | GAN  | Gan                          |
| 101-109 | SAE  | Saeco-AS Juvenes San Marino  |

| N.      | Cod. | Squadra            |
| ------- | ---- | ------------------ |
| 111-119 | PLT  | Team Polti         |
| 121-129 | PAN  | Panaria-Vinavil    |
| 131-139 | CAR  | Carrera-Longoni    |
| 141-149 | ROS  | Roslotto-ZG Mobili |
| 151-159 | TVM  | TVM-Farm Frites    |
| 161-169 | REF  | Refin-Mobilvetta   |
| 171-179 | LOT  | Lotto-Isoglass     |
| 181-189 | KEL  | Kelme-Artiach      |
| 191-199 | BRE  | Brescialat         |
| 201-209 | AGR  | Agrigel-La Creuse  |
| 211-219 | AUB  | Aubervilliers 93   |

## Resoconto degli eventi
Al Tour de France 1996 presero parte 198 corridori; di questi 129 arrivarono al traguardo finale di Parigi. Le squadre partecipanti erano 10 italiane (compresa la Saeco-As Juvenes, affiliata a San Marino), 3 francesi, 3 spagnole, 2 olandesi, 1 belga, 1 tedesca, 1 statunitense e 1 affiliata ad Andorra (la Festina-Lotus). I corridori partecipanti erano 65 italiani, 38 francesi, 23 spagnoli, 10 olandesi, 9 belgi, 9 tedeschi, 8 svizzeri, 5 colombiani, 5 danesi, 4 russi, 3 polacchi, 3 australiani, 3 ucraini, 3 statunitensi, 3 lettoni, 2 britannici, 1 giapponese, 1 venezuelano, 1 ceco, 1 austriaco, 1 uzbeko, 1 portoghese, 1 kazako.
Il Tour de France 1996 prese il via da 's-Hertogenbosch nei Paesi Bassi e finì, come di consueto, sull'Avenue des Champs-Élysées a Parigi. La Grande Boucle di quell'anno attraversava la Francia in senso orario, passando prima dalle Alpi, con alcuni chilometri in Italia, e poi dai Pirenei, con uno sconfinamento a Pamplona, in Spagna. Ventidue erano complessivamente le tappe, intervallate da un solo giorno di riposo; tre di esse, compreso il cronoprologo a 's-Hertogenbosch, erano cronometro individuali.
Lo spagnolo Miguel Indurain, vincitore delle cinque precedenti edizioni, era il principale favorito (arrivava peraltro dal successo nel Critérium du Dauphiné Libéré) e puntava al sesto successo consecutivo. Gli altri pretendenti al titolo erano Alex Zülle e Bjarne Riis, entrambi saliti sul podio l'anno precedente, oltre a Tony Rominger ed Evgenij Berzin, vincitori del Giro d'Italia nel 1994 e 1995, e a Laurent Jalabert, vincitore della Vuelta a España 1995.
La vittoria finale andò a Bjarne Riis: il danese, in forza alla Telekom, assunse il primato in graduatoria dopo la vittoria nella tappa alpina con arrivo a Sestriere, e giunse in giallo a Parigi dopo essersi aggiudicato anche la tappa pirenaica di Hautacam. Secondo classificato fu il giovane tedesco Jan Ullrich, compagno di squadra di Riis, che finì la gara a 1'41" dal danese. Indurain concluse undicesimo, a 14'14" dal vincitore e preceduto di una posizione da Rominger, il suo ultimo Tour de France, mentre Zülle, dopo aver vinto il prologo e vestito di giallo per tre giorni, uscì di classifica e chiuse ventiseiesimo.
In una conferenza stampa del 25 maggio 2007, quasi undici anni dopo il successo, il vincitore Bjarne Riis ammise di aver fatto uso di EPO per aggiudicarsi la corsa. Il 7 giugno seguente l'organizzazione del Tour de France, attraverso le dichiarazioni del portavoce della corsa Philippe Sudres, affermò di non considerare più Bjarne Riis quale vincitore dell'edizione 1996 della corsa; tuttavia, il 4 luglio 2008, l'organizzazione del Tour, nella persona dello stesso Sudres, riassegnò a Riis la vittoria della corsa.

## Classifiche finali

### Classifica generale - Maglia gialla
| Pos. | Corridore          | Squadra       | Tempo     |
| ---- | ------------------ | ------------- | --------- |
| 1    | Bjarne Riis        | Deutsche Tel. | 95h57'16" |
| 2    | Jan Ullrich        | Deutsche Tel. | a 1'41"   |
| 3    | Richard Virenque   | Festina-Lotus | a 4'37"   |
| 4    | Laurent Dufaux     | Festina-Lotus | a 5'53"   |
| 5    | Peter Luttenberger | Carrera       | a 7'07"   |
| 6    | Luc Leblanc        | Team Polti    | a 10'03"  |
| 7    | Pëtr Ugrjumov      | Roslotto      | a 10'04"  |
| 8    | Fernando Escartín  | Kelme-Artiach | a 10'26"  |
| 9    | Abraham Olano      | Mapei-GB      | a 11'00"  |
| 10   | Tony Rominger      | Mapei-GB      | a 11'53"  |

### Classifica a punti - Maglia verde
| Pos. | Corridore          | Squadra       | Punti |
| ---- | ------------------ | ------------- | ----- |
| 1    | Erik Zabel         | Deutsche Tel. | 335   |
| 2    | Frédéric Moncassin | GAN           | 284   |
| 3    | Fabio Baldato      | MG Maglificio | 255   |

### Classifica scalatori - Maglia a pois
| Pos. | Corridore        | Squadra       | Punti |
| ---- | ---------------- | ------------- | ----- |
| 1    | Richard Virenque | Festina-Lotus | 383   |
| 2    | Bjarne Riis      | Deutsche Tel. | 374   |
| 3    | Laurent Dufaux   | Saeco         | 176   |

### Classifica giovani - Maglia bianca
| Pos. | Corridore              | Squadra       | Tempo     |
| ---- | ---------------------- | ------------- | --------- |
| 1    | Jan Ullrich            | Deutsche Tel. | 95h59'57" |
| 2    | Peter Luttenberger     | Carrera       | a 5'26"   |
| 3    | Manuel Fernández Ginés | Mapei-GB      | a 24'47"  |

### Classifica a squadre - Numero giallo
| Pos. | Squadra               | Tempo      |
| ---- | --------------------- | ---------- |
| 1    | Festina-Lotus         | 287h46'20" |
| 2    | Team Deutsche Telekom | a 15'14"   |
| 3    | Mapei-GB              | a 51'36"   |